# سكوت ليزلي شوارتز
سكوت ليزلي شوارتز (بالإنجليزية: Scott L. Schwartz)‏ هو كاتب سيناريو ومصارع محترف وممثل أمريكي، ولد في 16 مارس 1959 بفيلادلفيا في الولايات المتحدة.

## أعمال

### أفلام
- (2001) أوشن 11[5]
- (2001) تومكاتس[6]
- (2002) الملك العقرب[7][8][9]
- (2002) سبايدرمان
- (2004) أوشن 12[10]
- (2005) المرح مع ديك وجين[11]
- (2007) أوشن 13[12]

### مسلسلات
- آنجل
- كاسل

## وصلات خارجية
- سكوت ليزلي شوارتز على موقع CageMatch worker (الإنجليزية)
- سكوت ليزلي شوارتز على موقع قاعدة بيانات المصارعة على الإنترنت (الإنجليزية)
- سكوت ليزلي شوارتز على موقع IMDb (الإنجليزية)
- سكوت ليزلي شوارتز على موقع ألو سيني (الفرنسية)
- سكوت ليزلي شوارتز على موقع أول موفي (الإنجليزية)
- سكوت ليزلي شوارتز على موقع قاعدة بيانات الفيلم (الإنجليزية)
- سكوت ليزلي شوارتز على موقع كينوبويسك (الروسية)